# Bertram Maurer
Bertram Maurer (* 1950 in Malsch bei Karlsruhe) ist ein deutscher Fachbuchautor.

## Leben
Maurer ist Diplom-Mathematiker und seit Anfang der 1970er Jahre am Abendgymnasium und am Kolping-Kolleg in Stuttgart als Lehrer tätig. Er studierte außerdem Geschichte der Naturwissenschaft und Technik und Germanistik in Stuttgart und promovierte 1997 mit einer Arbeit über Karl Culmann zum Dr.-Ing.
1998 veröffentlichte er „Karl Culmann und die graphische Statik“, die erste Biografie des Ingenieurs und Professors an der ETH Zürich. Sie enthält auch die bis dahin nur als Manuskripte zugänglichen Reiseberichte Culmanns über seine Reisen nach Amerika und England im Jahr 1850.
Verheiratet ist Maurer mit der Schriftstellerin Christine Lehmann.

## Werke
- Karl Culmann und die graphische Statik. Verlag für Geschichte der Naturwiss. und Technik, Diepholz 1998, ISBN 3-928186-41-8.[1]
- Karl Culmann und die graphische Statik: Zeichnen, die Sprache des Ingenieurs, zus. mit Christine Lehmann. Ernst & Sohn, Berlin 2005, ISBN 3-433-01815-4.[2]
- Stuttgarter Mathematiker. Geschichte der Mathematik an der Universität Stuttgart in Biographien (Karlheinz Böttcher, Bertram Maurer, Klaus Wendel), Stuttgart 2008, ISBN 978-3-926269-34-8.[3] uni-stuttgart.de (PDF; 135 MB)
- Mathematik: Die faszinierende Welt der Zahlen. Fackelträger Verlag, Köln 2015; 2. Auflage 2017, ISBN 978-3-7716-4603-5.
- Die Dornhalde vom Schießplatz zum Friedhof. 2. Auflage. Verlag Maurer, 2018, 112 Seiten. ISBN 978-3-00-061036-3.
- Rudolf Mehmke (1857-1944). Leben. Werk. Familie. Briefwechsel, Veröffentlichungen des Universitätsarchivs Stuttgart 3, Stuttgart 2024 (Open-Access )